# Ренварт фон Щраленберг
Ренварт (II) фон Щраленберг (на немски: Rennwart von Stralenberg; Rennewart II von Strahlenberg; † 1347, 1355) е благородник от род Щраленберг и господар на Валдек (1301 – 1347). Резиденцията му е замъка Щраленбург в Шрисхайм, северно от Хайделберг в Баден-Вюртемберг.

## Произход и наследство
Той е син на Конрад III фон Щраленберг († 1301) и съпругата му София фон Флехинген († сл. 1309). Сестра му Елизабет фон Щраленберг († 1338) се омъжва за Хартман фон Кронберг († 1372), който е брат на Хартмуд V Кронберг, бургграф на Щаркенбург († 1334). Сестра му Агнес фон Щраленберг († сл. 1329) е омъжена за Йохан фон Франкенщайн.
През 1329 г. замъкът Щраленбург и градът Шрисхайм са заложени от Ренварт фон Щраленберг на Хартмуд фон Кронберг и през 1347 г. те са купени от курфюрст Рупрехт I от Пфалц, който купува от синът му Зифрид фон Щраленберг през 1357 г. и господството Валдек.

## Фамилия
Първи брак: с Маргарета фон Рункел-Вестербург, дъщеря на Зигфрид V фон Рункел-Вестербург († сл. 1289) и Маргарета фон Вайлнау († сл. 1277). Те имат две деца:
- Зифрид фон Щраленберг (* пр. 1342; † сл. 1368), господар на Щраленберг, Елизабет фон и цу Франкенщайн († 29 януари 1344)
- Маргарета фон Щраленберг († сл. 1368)

Втори брак: с Катарина фон Хоенхуз († пр. 1355). Те нямат деца.